# Freestyle.ch

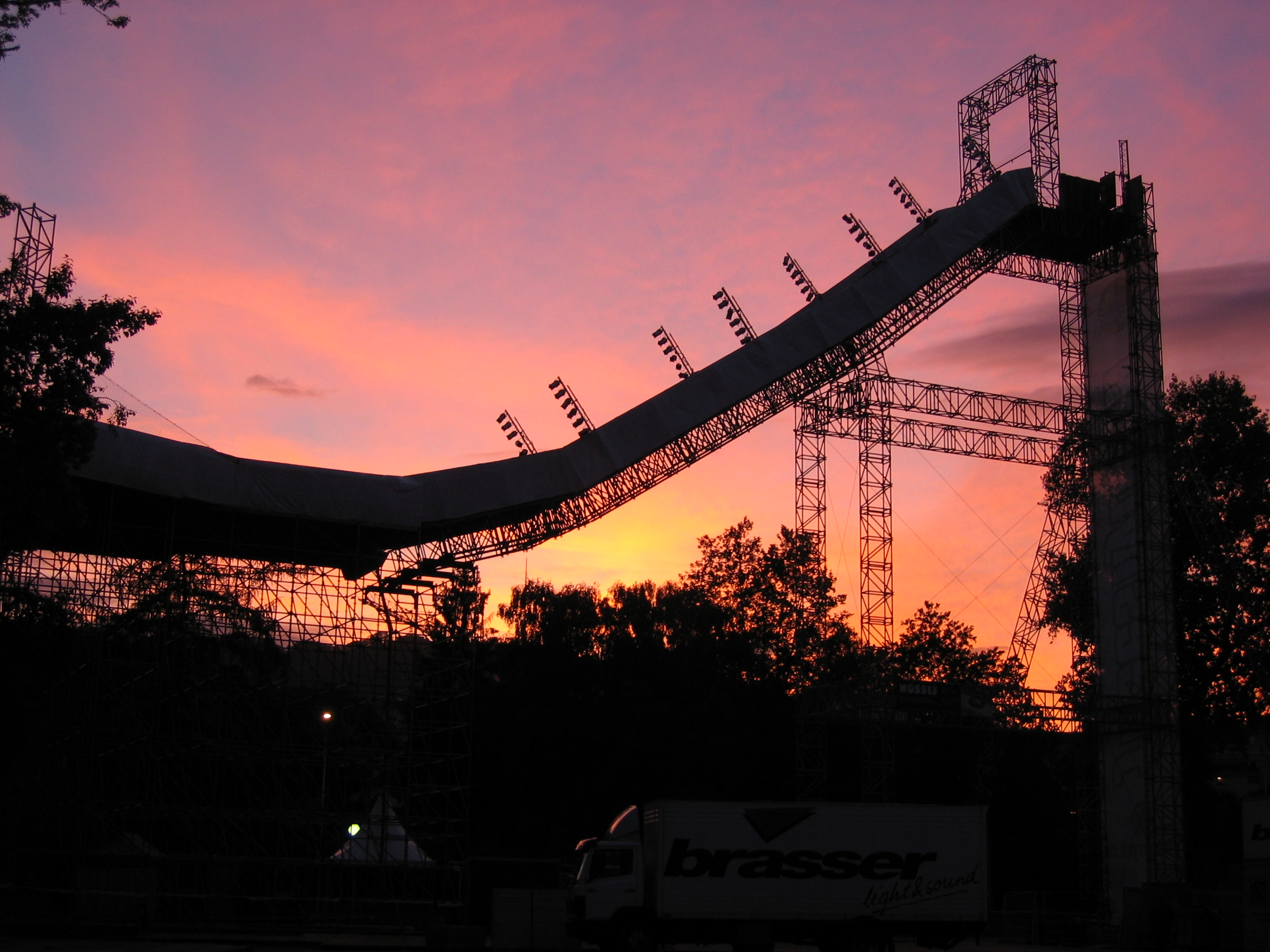
Big-Air-Schanze 2004

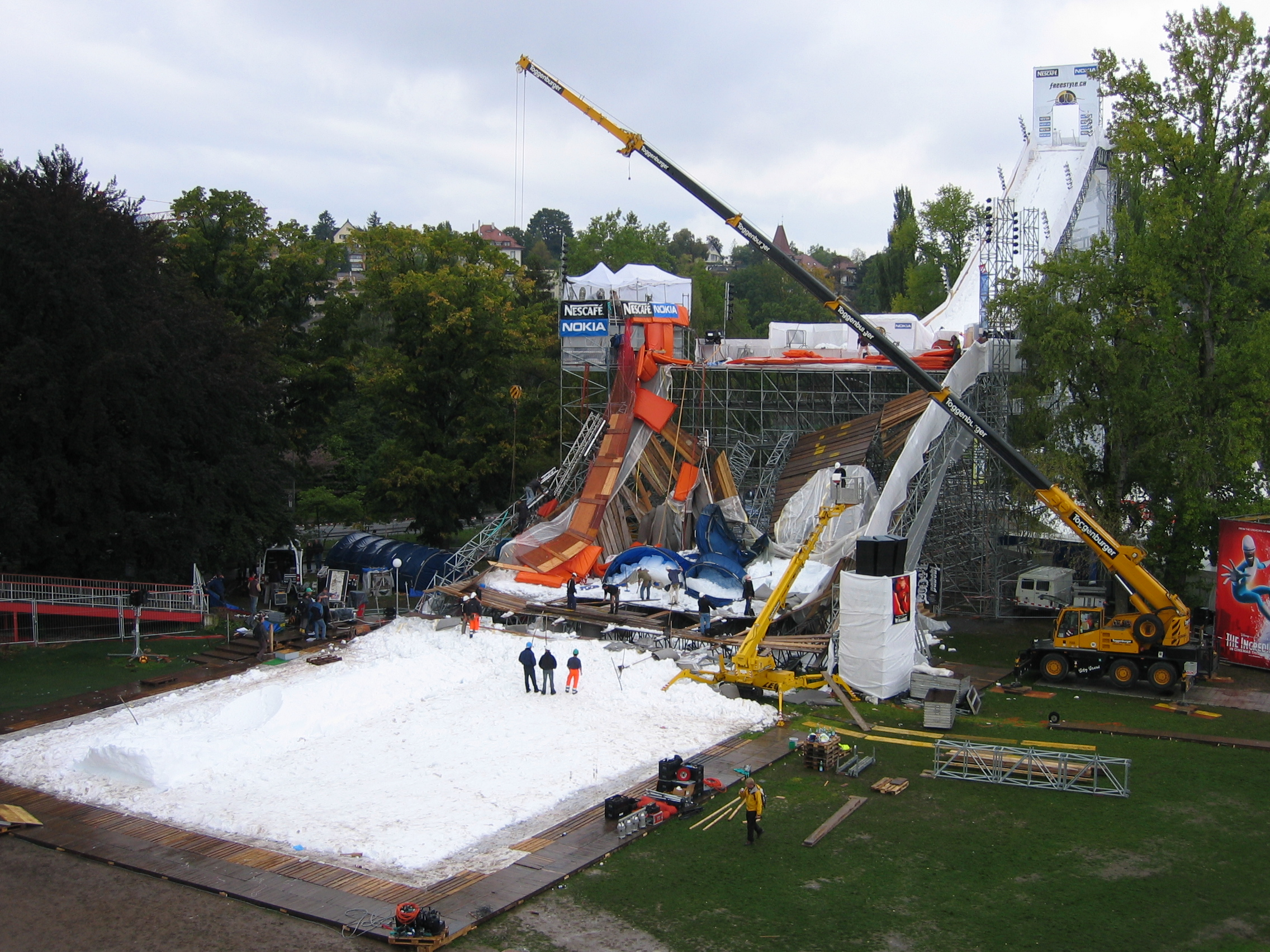
Big-Air-Schanze 2004 nach dem Einsturz

freestyle.ch ist eine jährliche Freestyle-Sportveranstaltung auf der Landiwiese in Zürich. Im Wettkampfmodus werden an drei Wochenendtagen die vier Disziplinen Snowboard, Freeski, FMX (Motorrad) und Skateboard präsentiert und dazu der mit diesen Freestyle-Sportarten verbundene Lebensstil, inklusive Nachtleben. Die lockere Atmosphäre des Events lässt leicht vergessen, dass die männlichen Athleten, allesamt Profis, sportliche Höchstleistungen erbringen.
Im Unterschied zu anderen Veranstaltungen dieser Art finden bei freestyle.ch alle Disziplinen in einer einzigen Arena statt. Dadurch wird der Event zu einem internationalen Treffpunkt für Fans, Athleten und Sportindustrie. Anders als bei den X Games erhalten die europäischen Spitzenathleten mehr Platz im Teilnehmerfeld. Es treten aber auch zahlreiche amerikanische und kanadische Athleten an. Für alle vier Disziplinen stehen insgesamt 120'000 $ Preisgeld zur Verfügung.
Der Event wird seit 1995 (damals noch als Nescafé Züri Inline) jedes Jahr im September durchgeführt. Mittlerweile weist freestyle.ch um die 100'000 Besucher auf und ist in über 160 Ländern am Fernsehen zu sehen. Die Ausgabe 2004 musste jedoch nach dem ersten Tag abgebrochen werden, da die Big Air-Schneerampe zusammengebrochen war. Es wurden dabei keine Personen verletzt. 2005 war der Eintritt erstmals nicht mehr gratis, was einerseits ein Indiz für den kommerziellen Charakter der Veranstaltung ist, andererseits aber auch auf ein erhöhtes Sicherheitsverständnis hindeutet.